# Castalia (Ohio)
Castalia és una població dels Estats Units a l'estat d'Ohio. Segons el cens del 2000 tenia 935 habitants.

## Demografia
Segons el cens del 2000, Castalia tenia 935 habitants, 359 habitatges, i 266 famílies. La densitat de població era de 347,1 habitants/km².
Dels 359 habitatges en un 36,5% hi vivien nens de menys de 18 anys, en un 57,1% hi vivien parelles casades, en un 11,4% dones solteres, i en un 25,9% no eren unitats familiars. En el 24% dels habitatges hi vivien persones soles l'11,4% de les quals corresponia a persones de 65 anys o més que vivien soles. El nombre mitjà de persones vivint en cada habitatge era de 2,6 i el nombre mitjà de persones que vivien en cada família era de 3,09.
Per edats la població es repartia de la següent manera: un 27,2% tenia menys de 18 anys, un 7,6% entre 18 i 24, un 28,7% entre 25 i 44, un 23,4% de 45 a 60 i un 13,2% 65 anys o més.
L'edat mediana era de 37 anys. Per cada 100 dones de 18 o més anys hi havia 91,8 homes.
La renda mediana per habitatge era de 41.319 $ i la renda mediana per família de 51.563 $. Els homes tenien una renda mediana de 36.625 $ mentre que les dones 24.783 $. La renda per capita de la població era de 17.277 $. Aproximadament el 4% de les famílies i el 6,1% de la població estaven per davall del llindar de pobresa.

## Poblacions més properes
El següent diagrama mostra les poblacions més properes.